# کومپین
شهر کومپینی (به فرانسوی: Compiègne) در شهرستان اوآز در ناحیه پیکاردی با جمعیت ۴۲٬۰۳۶ نفر در کشور فرانسه واقع شده‌است.